# Press-Republican
Le Press-Republican est un quotidien régional américain fondé en 1811 et basé à Plattsburgh, dans l'État de New York. Sa diffusion couvre la pointe nord-est de l'État de New York, soit les comtés de Clinton, d'Essex et de Franklin. Le quotidien appartient depuis 2006 au groupe de presse américain Community Newspaper Holdings, qui l'a racheté au groupe Dow Jones and Company.